# 1566 en musique classique
| \| • Retour à la chronologie générale de la musique classique • \| |
| Grèce • Rome • Haut Moyen Âge • VIIIe siècle • IXe siècle • Xe siècle • XIe siècle XIIe siècle • XIIIe siècle • XIVe siècle • XVe siècle • XVIe siècle • XVIIe siècle XVIIIe siècle • XIXe siècle • XXe siècle • XXIe siècle |
| • Retour à la chronologie générale de la musique classique • |

| Années en musique classique : 1563 - 1564 - 1565 - 1566 - 1567 - 1568 - 1569    |
| Décennies en musique classique : 1530 - 1540 - 1550 - 1560 - 1570 - 1580 - 1590 |

## Événements
- Publication à Wittemberg des Geistliche und Weltliche Teutsche Geseng, mit vier und fünf Stimmen (Chants allemands sacrés et profanes à 4 et 5 voix) de Matthæus Le Maistre.
- Publication à Venise des deux volumes de l’Intabolatura di Liuto (Tablature de luth) de Melchior Neusidler.

## Naissances

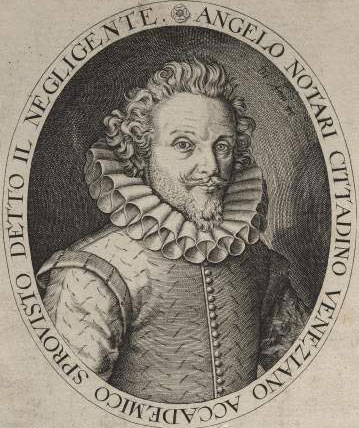
Angelo Notari

- 14 janvier : Angelo Notari, compositeur italien († 1663).
- 8 mars : Carlo Gesualdo, compositeur italien († 8 septembre 1613).
- 6 novembre : Julien Perrichon, luthiste et compositeur français († vers 1600).
- 11 décembre : Manuel Cardoso, compositeur et organiste portugais († 24 novembre 1650).
- 30 décembre : Alessandro Piccinini, luthiste, théorbiste et compositeur italien († 1638).

## Décès
- 26 mars : Antonio de Cabezón, compositeur espagnol (° 1510).
- Luigi Dentice, compositeur, chanteur, luthiste et théoricien de la musique italien (° 1510).